# Clarin (Bohol)

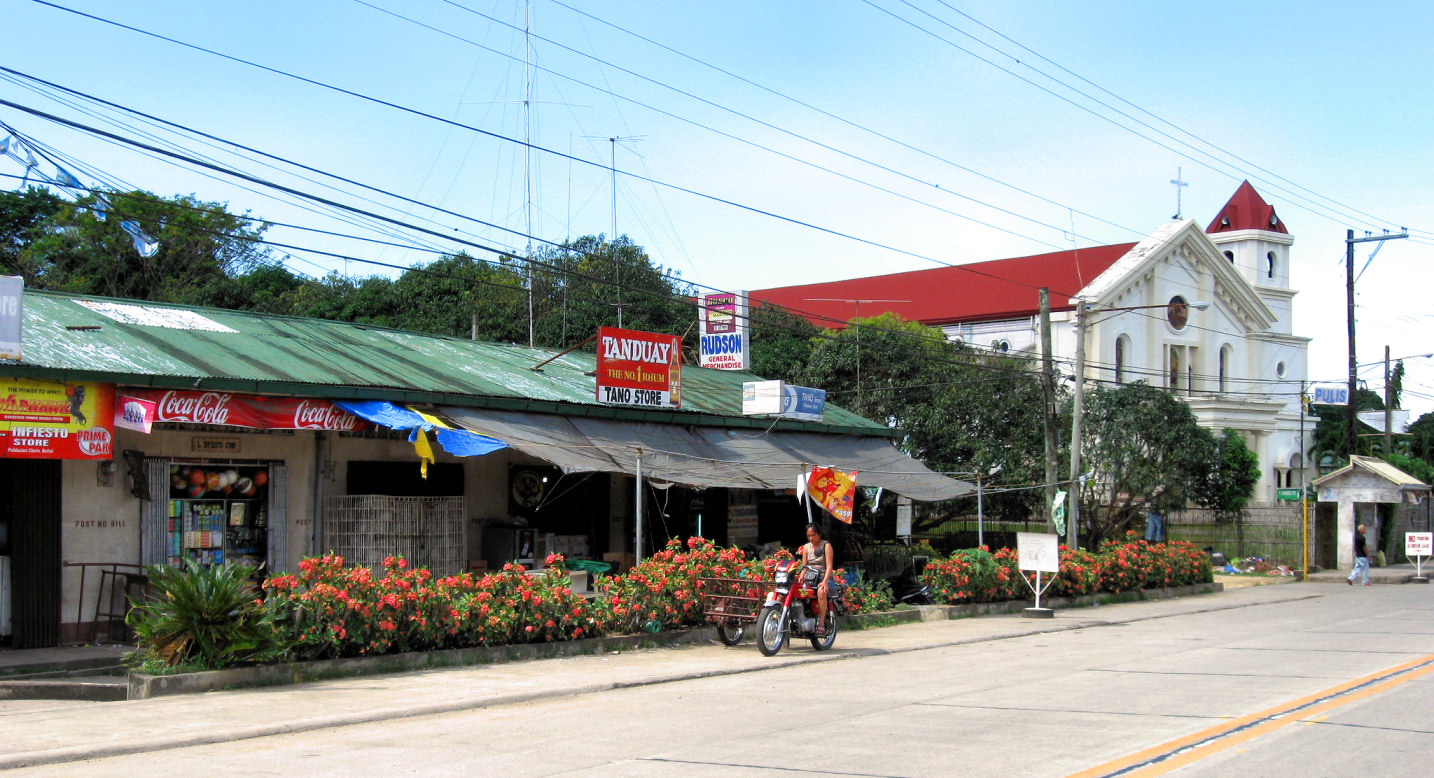
Poblacion

Clarin est une municipalité de la province de Bohol, aux Philippines.